# Маунтинборо (Алабама)
Маунтинборо (енгл. Mountainboro) град је у америчкој савезној држави Алабама. По попису становништва из 2010. у њему је живело . становника.

## Демографија
Према попису становништва из 2000. у граду је живело 338 становника.
| Група             | 2000.       | 2010.  |
| Белци             | 322 (95,3%) | . (.%) |
| Афроамериканци    | 1 (0,3%)    | . (.%) |
| Азијати           | 5 (1,5%)    | . (.%) |
| Хиспаноамериканци | 6 (1,8%)    | . (.%) |
| Укупно            | 338         | .      |